# العلاقات الأمريكية الهولندية
تمثل العلاقات الأمريكية الهولندية العلاقات الثنائية بين هولندا والولايات المتحدة. توصف بأنها «ممتازة» من قبل وزارة الخارجية الأمريكية، و«وثيقة» من قبل وزارة الشؤون الخارجية الهولندية. أقيمت العلاقات الرسمية في عام 1782، وبما أن الاثنين لم يكونا في حالة حرب أو صراع شديد أبدًا، أشار الرئيس الأمريكي رونالد ريغان في عام 1982 إلى العلاقة بين البلدين بأنها «أطول علاقة سلمية غير منقطعة بيننا وبين أي دولة أخرى». تعاونت الدولتان كثيرًا في العقود الأخيرة في مكافحة الإرهاب والقرصنة، وفي بعثات حفظ السلام في مناطق أوروبا، والشرق الأوسط، وأمريكا الوسطى (إلى حد كبير من خلال منظمة حلف شمال الأطلسي). هما أيضًا ثالث أكبر (من هولندا إلى الولايات المتحدة) المستثمرين الأجانب المباشرين في اقتصادات بعضهما البعض وأكبرهما (من الولايات المتحدة إلى هولندا).

## التاريخ
تعد شراكة الولايات المتحدة مع هولندا واحدة من أقدم علاقاتها المستمرة وتعود إلى فترة الثورة الأمريكية. بدءًا من أواخر القرن السادس عشر، بدأ الهولنديون والأوروبيون الآخرون باستعمار الساحل الشرقي لأمريكا الشمالية. أطلق الهولنديون على أراضيهم اسم هولندا الجديدة، والتي أصبحت مستعمرة للجمهورية الهولندية في عام 1624. أصبحت المستعمرة الهولندية الاستيطانية نيو أمستردام مدينة نيويورك في ما بعد. علم مدينة نيويورك الحالي قائم على علم جمهورية هولندا المتحدة.
على الرغم من أن الحكومة الهولندية أنكرت هذا الإجراء، وجّه معقل في سينت أوستاتيوس في 16 نوفمبر من عام 1776 التحية الرسمية الأولى (بإطلاق أسلحته تسع مرات) لسفينة ترفع العلم الأمريكي. في 19 أبريل من عام 1782، استُقبِل جون آدامز من قبل مجلس طبقات الأمة في لاهاي، واعتُرِف به كوزير مفوض للولايات المتحدة. أصبحت بذلك ثاني دولة أجنبية تعترف بالولايات المتحدة (بعد فرنسا في 6 فبراير من عام 1778). أصبح المنزل الذي اشتراه آدامز في لاهاي أول سفارة أمريكية في العالم.
في الفترة منذ عام 1861 وحتى عام 1863، بحثت إدارة لينكولن في الخارج عن أماكن لنقل العبيد المحررين الذين أرادوا مغادرة الولايات المتحدة. فُتِحت مفاوضات أمريكية مع الحكومة الهولندية بشأن الهجرة الأمريكية الأفريقية واستيطان مستعمرة سورينام الهولندية في أمريكا الجنوبية. لم تسفر الفكرة عن أي شيء، وبعد عام 1864، أُسقِطت تمامًا.

كانت هولندا محايدة بشكل ثابت في أواخر القرن التاسع عشر وأوائل القرن العشرين، فكانت تتاجر مع الجميع، ولكنها تتجنب التحالفات. في ما يتعلق بالشؤون الخارجية، أسست إمبراطوريتها في الخارج وبشكل خاص في جزر الهند الشرقية الهولندية (إندونيسيا). الحياد لم يمنع الغزو النازي في عام 1940، وبعد تحريرها في عام 1945، لم يعد الحياد جذابًا بالنسبة إليها. حاول الهولنديون لسنوات استعادة مستعمرتها القيّمة في إندونيسيا، لكن الولايات المتحدة أعجبت بأرقام مناهضة الشيوعية في الجمهورية الإندونيسية، وأصرت على خروج الهولنديين. بكل استياء، فعلوا ذلك، وأعادوا تركيز اهتمامهم على العلاقات مع أوروبا الغربية وعبر الأطلنطية. بحلول خمسينيات القرن الماضي، وفقًا لجايلز سكوت سميث، اعتبر الأمريكيون الهولنديين حلفاء مثاليين في الحرب الباردة:
كان الهولنديون قريبين سياسيًا من المملكة المتحدة، وكانوا يعارضون الشؤون الأوروبية التي تهيمن عليها إما فرنسا المتجددة، أو ألمانيا الصاعدة....الهيئة السياسية الهولندية، التي كان يسيطر عليها الاشتراكيون الديمقراطيون والأحزاب المسيحية، كانت معادية بشدة للشيوعية في نظرتها. كانت هولندا أيضًا إيجابية تجاه نظام تبادل تجاري حرّ بقيادة الولايات المتحدة، وخلال الحرب الباردة، كانت متعهدة تمامًا ببناء نظام اقتصادي وسياسي مُدار بعد الحرب يقوم على المنظمات الدولية مثل صندوق النقد الدولي، والبنك الدولي، ومنظمة التعاون الاقتصادي والتنمية.
كانت الولايات المتحدة كريمة مع صندوق مشروع مارشال، المصمَّم لتحديث التكنولوجيا الهولندية ومساعدتها على الاندماج في ما أصبح الاتحاد الأوروبي. العضوية في حلف شمال الأطلسي عززت التعاون العسكري.

## القرن الحادي والعشرون
وصف الرئيس جورج دبليو بوش الدولتين بأنهما «دولتان شقيقتان»، ووصفهما الرئيس باراك أوباما بأنهما «أقرب الأصدقاء الذين لن تموت صداقتهم أبدًا».[بحاجة لمصدر]
تقوم العلاقات الثنائية بين البلدين على الروابط التاريخية والثقافية، علاوة على التفاني المشترك من أجل الحرية الفردية وحقوق الإنسان. تشترك هولندا مع الولايات المتحدة بنظرة اقتصادية ليبرالية، إضافة إلى أنها ملتزمة بالتجارة الحرة. هولندا هي ثالث أكبر مستثمر أجنبي مباشر في الولايات المتحدة، وتدعم علاقة التجارة والاستثمار الهولندية الأمريكية 625,000 وظيفة أمريكية تقريبًا، وإنّ تكساس وكاليفورنيا وبنسلفانيا هي أكثر الولايات استفادة من هذه العلاقات الاقتصادية. الولايات المتحدة هي ثالث أكبر مستثمر أجنبي مباشر في هولندا.
إنّ للولايات المتحدة وهولندا مواقف متشابهة غالبًا بشأن القضايا، ويعملان معًا على الصعيدين الثنائي ومتعدد الأطراف على حد سواء في مؤسسات مثل الأمم المتحدة وحلف شمال الأطلسي. عمل الهولنديون مع الولايات المتحدة في منظمة التجارة العالمية، وفي منظمة التعاون الاقتصادي والتنمية، وداخل الاتحاد الأوروبي من أجل تعزيز الهدف الأمريكي المشترك المتمثل في اقتصاد عالمي أكثر انفتاحًا وتوجيهًا بقوى السوق.
كان الهولنديون حلفاء للولايات المتحدة في الحرب الكورية وحرب الخليج الثانية، وكانوا نشطين أيضًا في جهود حفظ السلام العالمية في يوغوسلافيا السابقة، وأفغانستان، والعراق. تدعم هولندا جهود التدريب التي يقوم بها حلف شمال الأطلسي والاتحاد الأوروبي في العراق وتشارك بها. حتى 1 أغسطس من عام 2010، كانوا مشاركين فعالين في القوة الدولية للمساعدة الأمنية، وعملية الحرية الدائمة في أفغانستان.
اعتبارًا من عام 2016، اعتُبرت هولندا جزءًا من التحالف الذي تقوده الولايات المتحدة ضد داعش في العراق وسوريا.

## وصلات خارجية
- تاريخ العلاقات الأمريكية الهولندية